# Sospirando
Sospirando is een Italiaanse muziekterm met betrekking tot de voordrachtswijze waarmee een stuk of passage uitgevoerd dient te worden. Men kan de term vertalen als zuchtend. Dit betekent dus dat, als deze aanwijzing wordt gegeven, men een bepaald karakter tot uitdrukking moet laten komen in de uitvoering, dat zuchtend en/of klaaglijk is. In principe heeft de aanwijzing als voordrachtsaanwijzing geen invloed op het te spelen tempo of dynamiek, maar wijzigingen hierin kunnen voorkomen bij de uitvoer van de aanwijzing. Dit hangt af van eventuele aparte aanwijzingen die gegeven worden voor tempo en dynamiek. Indien dit niet het geval is, is het aan de uitvoerend muzikant(en) of een dirigent om te bepalen in welke mate ook het tempo en de dynamiek een rol spelen bij de uitvoer van de aanwijzing. Hierbij kan gedacht worden aan een lichte verlangzaming van het tempo, om zo het zuchtend karakter van de passage te benadrukken.